# Теранс, Давид
Дави́д Тера́нс (исп. Miguel David Terans Pérez; род. 11 августа 1994, Монтевидео) — уругвайский футболист, атакующий полузащитник и нападающий клуба «Атлетико Паранаэнсе» и сборной Уругвая.

## Биография
Давид Теранс вырос в Монтевидео в районе, расположенном неподалёку от стадиона «Хардинес-дель-Иподромо», поэтому с детства болел за «Данубио». Первые уроки футбола получил от своей сестры Яроль. Является воспитанником школы «Рентистаса». В основном составе «красных жучков» дебютировал 24 августа 2013 года в матче чемпионата Уругвая против «Насьоналя» (0:1). В своём первом сезоне в 22 матчах чемпионата забил семь голов. В следующих двух сезонах Теранс проводил ещё больше матчей и стал твёрдым игроком основы.
В июне 2016 года Теранс на правах аренды отправился в чилийский «Сантьяго Уондерерс», которым руководил его соотечественник Эдуардо Эспинель. В Чили Давид Теранс играл весьма успешно, и за скоростную и техничную игру удостоился от соперников сравнения с Криштиану Роналду.
В 2017 году на правах аренды перешёл в «Данубио», где в основном играл в нападении и очень результативно провёл почти год. В 34 матчах чемпионата он забил 22 гола, чем привлёк внимание ведущих бразильских клубов. В июле 2018 года он перешёл в «Атлетико Минейро», но в полной мере проявить себя не смог. В 2020 году на правах аренды перешёл в «Пеньяроль», и возвращение на родину вновь способствовало росту результативности игрока — за сезон в 29 матчах он отметился 15 забитыми голами. Однако в «Атлетико Минейро» уже было слишком много иностранных игроков, и возвращение уругвайца привело бы к превышению лимита на легионеров. Поэтому Теранс был волен вести переговоры с другими клубами.
22 мая 2021 года он подписал контракт на четыре года с «Атлетико Паранаэнсе», который выплатил «Атлетико Минейро» 7,5 млн реалов (1,44 млн $). Примечательно, что Давид сыграл в шести матчах Южноамериканского кубка 2021 за «Пеньяроль» и помог команде выйти в плей-офф турнира (забил три гола), а в самой стадии на вылет играл уже за «Атлетико Паранаэнсе». Обе команды дошли до полуфинала, где сыграли друг против друга. В первой игре в Монтевидео Теранс забил гол своей бывшей команде, и «Атлетико Паранаэнсе» выиграл со счётом 2:1. В ответной игре Теранс отдал результативную передачу на Никана, «ураган» выиграл со счётом 2:0 и вышел в финал турнира. В решающей игре, прошедшей в Монтевидео на стадионе «Сентенарио», Давид Теранс непосредственно поучаствовал в голевой атаке, ставшей победной. Уругваец пробил по воротам, вратарь «Ред Булл Брагантино» Клейтон отбил мяч перед собой, а на добивании ударом «ножницами» гол забил Никан.
3 сентября 2021 года Давид Теранс дебютировал за сборную Уругвая в гостевом матче отборочного турнира к чемпионату мира 2022 против сборной Перу (1:1). Давид вышел на замену на 66 минуте вместо Джорджиана Де Арраскаэты.

## Титулы и достижения
- Финалист Кубка Бразилии (1): 2021 (турнир продолжается)
- Обладатель Южноамериканского кубка (1): 2021